# Gianni Bedori

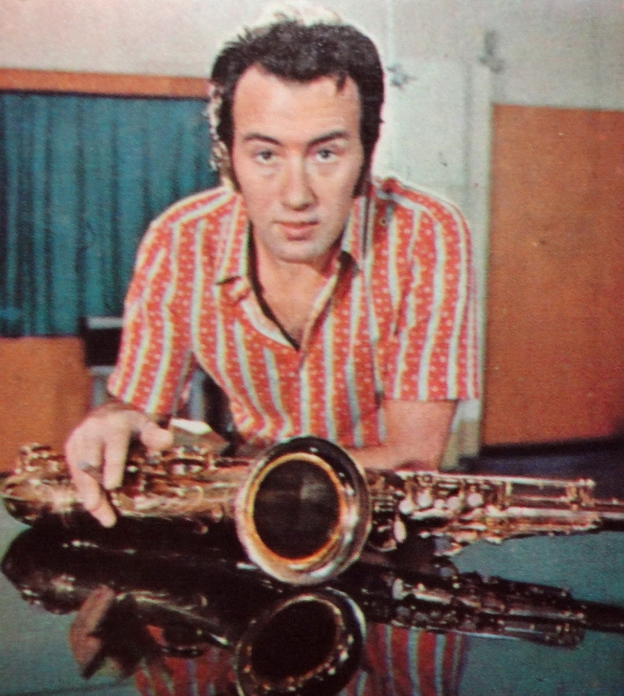
Gianni Bedori 1969

Gianni Bedori (* 25. November 1930 in Mantova; † 21. Januar 2005 in Mailand) war ein italienischer Musiker (Saxophone, Flöte, Fagott) im Bereich des Modern Jazz, Fusion und der Popmusik, der auch als Johnny Sax Karriere machte.

## Leben
Bedori wurde am Konservatorium von Bologna als Klarinettist ausgebildet. Er bildete ein Quartett mit Pianist Giuseppe Emmanuele, Bassist Alberto Amato und Schlagzeuger Tony Arco. Außerdem arbeitete er in den 1960er Jahren mit Giorgio Gaslini. Unter dem Pseudonym Johnny Sax wirkte er in dem Musikfilm Quelli belli... siamo noi (1970) mit; unter diesem Namen legte er ab den 1970er Jahren einige Pop- und Easy-Listening-Platten vor. 1973 komponierte er eine Pablo Picasso gewidmete Jazzsuite (Dedicated to Picasso). 1974 spielte er als Fagottist bei Astor Piazzollas Album Libertango mit. 1977 erschien auf Atlantic Records das Album The Man. Ferner spielte er im Quartett von Giorgio Buratti (Jazz Forms for Export) und in der Fusion-Band Neos (Indefinita Atmosfera). Auf dem Festival Umbria Jazz 1994 trat er im Duo auf. 2004 erschien noch das Album ControTempo (mit Gaslini und Enrico Intra), auf dem Bedori das C-Melody-Saxophon einsetzte, gefolgt vom erst 2007 veröffentlichten Vento D'Africa.